# Charles Binet-Sanglé
Pour les articles homonymes, voir Binet.
Charles Hippolyte Louis Jules Binet, dit Binet-Sanglé, né le 4 juillet 1868 à Clamecy (Nièvre) et mort le 14 novembre 1941 à Nice (Alpes-Maritimes), est un médecin militaire et psychologue français. Il se fit connaître pour son ouvrage en quatre volumes sur La Folie de Jésus, qui fit polémique et heurta particulièrement les milieux conservateurs et chrétiens. Il a entamé une discussion sur la santé mentale de Jésus. Scientiste positiviste convaincu, Charles Binet-Sanglé fit de cette œuvre une application de ses théories rationalistes en vertu desquelles tout abandon de sa puissance individuelle à une « croyance » est le symptôme d'une pathologie d'ordre physiologique.

## Biographie[2]
Fils d'Edme Hyppolite Binet (né en 1810), chef de bataillon en retraite, et de Pauline Sanglé (née en 1839), Charles Binet est admis en tant que « boursier avec trousseau » à l'école du service de santé militaire de Lyon le 24 octobre 1889. Il soutient sa thèse de médecine, consacrée à la médecine légale, en 1892 à la faculté de Lyon sous la direction du professeur Alexandre Lacassagne, médecin qui fonde en France l'anthropologie criminelle, directeur des Archives d'anthropologie criminelle et qui occupait depuis 1878 la chaire de médecine légale de la Faculté de médecine de Lyon.
Élève frondeur, « raisonneur » et contestataire, son passage à l'École de santé militaire est émaillé de nombreux incidents. Considéré comme un « esprit brillant » par ses supérieurs, on lui reproche toutefois son « manque d'esprit militaire ». Son anticléricalisme lui fut, en outre, très régulièrement reproché (mention récurrente dans les rapports annuels de ses supérieurs)
Médecin stagiaire en 1892, médecin aide-major de 2e classe en 1893 puis de 1re classe en 1895, il passe médecin major de 2e classe en 1900 puis de 1re classe en 1908. Après avoir d'abord servi en corps de troupe, il est employé à l'hôpital Bégin de 1907 à 1912, puis sert en Algérie française de 1912 à 1914. Nommé médecin-chef du 143e RI [Lequel ?] à la déclaration de guerre de 1914, il est fait médecin-chef des Hôpitaux d'Égypte en octobre 1915. Promu médecin principal de 2e classe en novembre 1915, il devient médecin-chef du centre hospitalier de Salonique à l'Armée d'Orient en octobre 1916. Il passe médecin-chef à Rabat en mars 1918, puis est affecté à l'hôpital Bégin en avril 1919. Nommé médecin-chef de la place de Paris en octobre 1923, il est promu médecin principal de 1re classe en juin 1924. Sa carrière s'achève lorsqu'il est atteint par la limite d'âge en juillet 1927.
Il fut autorisé à enseigner à l'École de psychologie de Paris en 1903, notamment sous le patronage de Marcellin Berthelot (1827-1907) et de Théodule Ribot (1839-1916).
Il est décoré chevalier de la Légion d'honneur en 1912 puis promu officier du même ordre en 1922.

## Travaux
Ses travaux permettent de le rapprocher de différents courants de l'époque. En tout premier lieu le néolamarckisme, dont il partage le « matérialisme intégral » et la prise en compte de l'influence du milieu dans le développement individuel. En second lieu l'anthropologie criminelle d'Alexandre Lacassagne (1843-1924) et Gabriel Tarde (1843-1904), école qui est elle-même teintée de néolamarckisme et qui joua certainement un rôle important dans la formation de Charles Binet-Sanglé, principalement de par l'approche très spécifique des problèmes sociaux et humains qu'elle propose. Mais c'est le néomalthusianisme qui constitue le principal courant d'adoption de Charles Binet-Sanglé.
Son œuvre se double  d'une théorie anthropologique et d'une réflexion, alors relativement en vogue à une époque où la génétique se constitue, sur les manières d'améliorer le potentiel de l'homme (son livre sur Le Haras humain, 1918). On peut voir en ce livre une illustration de la doctrine chère à Paul Robin (1837-1912) en vertu de laquelle la médecine et la science devraient chercher à privilégier la qualité des naissances, plutôt que leur quantité (le néomalthusianisme est résolument antinataliste), doctrine que le célèbre pédagogue défendit par son militantisme infatigable et par la création de la Ligue de Régénération humaine en 1896.

## Œuvre
Un très grand nombre d'articles de revues de médecine, de psychologie et d'anthropologie composent l'œuvre de Charles Binet-Sanglé (publiés notamment dans les Archives d'anthropologie criminelle, les Archives de neurologie, La Chronique médicale et les Annales médico-psychologiques). À cela il faut ajouter une dizaine de livres publiés de 1905 à 1931.
Penseur original, il est toutefois influencé par l'anticléricalisme et le positivisme scientiste de son époque. Le scandale que fit son ouvrage La Folie de Jésus, en particulier dans les milieux conservateurs et religieux, conduisit à réduire la portée de ses travaux à cette critique des fondements même de la croyance religieuse. S'il est difficile de contester la virulence de l'anticléricalisme de l'auteur, qui explique, comme le fit Freud à la même époque (par exemple dans l'Avenir d'une illusion), le besoin de religion comme un signe pathologique, on ne peut pourtant pas réduire l'étendue des préoccupations de Charles Binet-Sanglé à cette question.
Dans Le Haras humain (édition originale de 1918, Albin Michel), il développe une théorie anthropologique mondiale qui s'appuie sur la nécessité d'une éducation nouvelle fondée sur une sélection des individus présentant le meilleur potentiel relativement à leur rôle social futur. L'éducation et l'enseignement qui sont envisagés pour le « haras humain » s'inspirent très directement des principes pédagogiques de Paul Robin, pédagogue et chef de file du courant néo-malthusien en France, auquel Le Haras humain se réfère très explicitement.
Influencé par l'hygiénisme et l'anthropologie criminelle (en particulier l'école de Lyon dont le chef de file était Alexandre Lacassagne), défenseur résolu des idées néomalthusiennes, Binet-Sanglé peut, à ce titre, être rattaché à la LRH (la Ligue de Régénération humaine fondée par Paul Robin) et à l'eugénisme élitiste qu'elle défendait. Étant proche des idées émancipatrices des néomalthusiens, notamment au sujet de la limitation des naissances, il prend position en faveur de la contraception et de la légalisation de l'avortement. À ce titre il est victime de la loi du 31 juillet 1920, qui rendit illégale toute publicité concernant les moyens contraceptifs. L'édition de 1918 du Haras humain est donc censurée et amputée de ses chapitres les plus ouvertement néomalthusiens. Il s'intéressa également à l'euthanasie (dite « eugénique négative » en opposition à l'« eugénique positive » du Haras humain) et au « suicide assisté » (L'Art de mourir, défense et technique du suicide secondé, Albin Michel, 1919) .
Un prix du Dr Binet-Sanglé (philosophie) décerné par l'Académie française a été créé en 1952 en hommage à son œuvre.

## Publications

### Thèse de médecine
- Histoire de l’examen médico-judiciaire des cadavres en France. 1892, Lyon, Imprimerie A. Storck, 1 vol, 120 p[4].

### Articles (liste non exhaustive)
- “L’anthropologie surnormale”, Revue encyclopédique, 1896.
- “La méthode en anthropologie surnormale”, Anjou médical, 1897.
- “L’épilepsie chez Gustave Flaubert”, La Chronique médicale, 1899.
- “La maladie de Blaise Pascal”, Annales médico-psychologiques, 1899.
- “Nécessité d’une classification nouvelle en neuropathologie”, Anjou médical, 1899.
- “Physiologie pathologique de l’attaque d’apoplexie”, Revue neurologique, 1900.
- “Théorie des neuro-diélectriques”, Archives de neurologie, 1900.
- “Le crime de suggestion religieuse et sa prophylaxie sociale”, Archives d’anthropologie criminelle, 1901.
- “L’amiboïsme des neurones”, Progrès médical, 1902.
- “Physio-psychologie des religieuses”, Archives d’anthropologie criminelle, 1902.
- “Nœvus veineux et hystérie”, Nouvelle iconographie de la Salpêtrière, 1903.
- “Expériences sur la transmission directe de la pensée”, Comptes-rendus de l’association pour l’avancement des sciences, 1903.
- “Le Prophète Élie”, Archives d’anthropologie criminelle, 1904.
- “Le Prophète Élisée”, Archives d’anthropologie criminelle, 1905.
- “La peur et les conditions physiologiques du courage”, Archives d’anthropologie criminelle, 1905.
- “La lutte contre les maladies de crachement dans les collectivités”, Revue d’hygiène, 1909.
- “La santé de nos soldats”, article paru dans le journal Le Matin du 7 mars 1912.

### Ouvrages publiés
- Les Prophètes juifs : études de psychologie morbide (des origines à Élie). Paris : Dujarric & Cie, 1905. 330 p.
- Les Lois psycho-physiologiques du développement des religions. Paris : Maloine, 1907. 400 p.
- La Folie de Jésus (tome 1). Son hérédité. Sa constitution. Sa physiologie. Paris : Maloine, 1908. 316 p., Lire en ligne
- La Folie de Jésus (tome 2). Ses connaissances. Ses idées. Son délire. Ses hallucinations. Paris : Maloine, 1910. 516 p., Lire en ligne
- La Folie de Jésus (tome 3). Ses facultés individuelles. Ses sentiments. Son procès. Paris : Maloine, 1912. 537 p., Lire en ligne
- La Folie de Jésus (tome 4 et dernier) Sa morale, son activité. Diagnostique de sa folie Alger : chez l'auteur, 1915. 492 p., Lire en ligne
- Le Haras humain. Paris : Albin Michel, 1918. 244 p.
- Le Haras humain. Paris : Albin Michel, 1926. 269 p.
- L’Art de mourir. Paris : Albin Michel, 1919. 154 p.
- La Fin du Secret (Applications de la perception directe de la pensée). Paris : Albin Michel, 1922. 528 p.
- Les Ancêtres de l’homme. Paris : Albin Michel, 1931. 290 p.

### Brevet
- « Nouvelle voiture médicale de guerre », Brevet français no 470960, déposé en 1915.

## Sources
- Dossier de Légion d'honneur de Charles Binet.
- Éric HELLO, Charles Binet-Sanglé (1868-1941), médecin militaire et néomalthusien français.